# Télématin
Télématin è un programma televisivo francese, in onda in diretta dal 24 settembre 1984 su France 2. Viene trasmesso dal lunedì al venerdì dalle 6:30 alle 9:25, e il sabato e la domenica dalle 7:00 alle 10:00.

## Storia del programma
La prima puntata di Télématin andò in onda il 24 settembre 1984 su Antenne 2 (ora France 2) con la conduzione di William Leymergie. Nel 1986 Leymergie lasciò il programma per passare alla conduzione del Journal de 13 heures. Durante la sua assenza, la conduzione fu affidata a rotazione a Julien Lepers, Roger Zabel e Mady Tan. Nel 1988 Lepers lasciò il programma e al suo posto arrivarono Catherine Ceylac e Marc Autheman.
Nel 1989 Leymergie riprese le redini della trasmissione e rimase alla conduzione fino al 2017.

## Struttura del programma
Télématin è sia un programma di informazione (con due rassegne stampa, previsioni del tempo, informazioni sul traffico e un'intervista ad un personaggio politico) sia una rotocalco (con sezioni sulla musica, sui viaggi, sul cinema, sullo sport e sulla vita di tutti i giorni).
La puntata del sabato è più specificamente dedicato alle attività del fine settimana, come il mercato, l'artigianato o la cultura, quindi non ci sono interviste a politici e la rassegna stampa, per quel giorno, si concentra su riviste.
Dal 20 settembre 2014, tranne in estate, la puntata del sabato è completata da una rubrica di mezz'ora chiamata "C'est un monde!".
Dal 20 marzo 2017, Télématin è preceduta da una nuova edizione del notiziario chiamata "La 6h Info".

## Presentatori
| Anni          | Conduttori        | Conduttori        | Conduttori        | Conduttori        |
| ------------- | ----------------- | ----------------- | ----------------- | ----------------- |
| 1985-1986     | William Leymergie | William Leymergie | William Leymergie | William Leymergie |
| 1986-1988     | Julien Lepers     | Julien Lepers     | Roger Zabel       | Mady Tran         |
| 1988-1989     | Catherine Ceylac  | Marc Autheman     | Roger Zabel       | Mady Tran         |
| 1989-2017     | William Leymergie | William Leymergie | William Leymergie | William Leymergie |
| 2017-in corso | Laurent Bignolas  | Laurent Bignolas  | Laurent Bignolas  | Laurent Bignolas  |

## Ascolti del programma
Télématin è il programma del mattino più visto in Francia.